# Noelle Barahona
Noelle Barahona (* 30. November 1990 in Santiago de Chile) ist eine chilenische Skirennläuferin.

## Weltcup
Im Weltcup fährt Barahona seit der Saison 2014/15. Dort nimmt sie ausschließlich in der Abfahrt und im Super-G teil. Ihr Weltcupdebüt gab sie im Dezember 2014 in der Abfahrt von Val-d’Isère, Frankreich. Dort wurde sie jedoch Letzte. Barahona konnte noch nie im Weltcup punkten. Ihr bestes Resultat war der 37. Platz im Super-G tags darauf.

## Großereignisse
Barahona nahm erstmals bei einem Großereignis bei den Olympischen Winterspielen 2006 in Turin teil. Dort erreichte sie in der Kombination den 30. Platz. Sonst startete sie in keinem Bewerb. Ihre erste WM fuhr Barahona 2009 in Val-d’Isère. 2010 nahm sie an den Olympischen Winterspielen in Vancouver teil. Ihr bestes Resultat war der 28. Platz in der Kombination. Nachdem Barahona die WM 2011 ausließ, nahm sie wieder in Schladming 2013 teil. Sie konnte jedoch keine Erfolge feiern. Bei den Olympischen Winterspielen 2014 in Sotschi wurde Barahona in der Abfahrt 34. Bei den WM 2015 belegte sie in der Kombination den 22. Platz. Bei den Weltmeisterschaften 2017 belegte Barahona im Super-G Platz 38, in der Abfahrt Platz 36 und im Riesenslalom Platz 57.